# 船引き

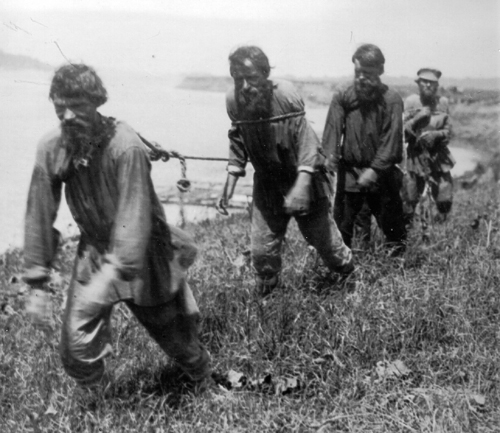
20世紀初頭のヴォルガ川船引き

船引き（ふなひき）またはブルラーク（ロシア語: Бурлак、英語: Burlak）、ドイツ語: Treideln）とは、川を下った船やはしけを上流へ戻すために、陸地から綱などで引いて歩くこと、または引く人たちのこと。ロシアではヴォルガ川を遡る時に大規模に行われた。中国でも長江、嘉陵江などで行われ、また日本でも急流を遡る時などに行われた。

## ロシア
ロシアではヴォルガ川が古くから交通の要であり、機動船が大勢を占めるまでは、船引きがよく利用された。

### ヴォルガの船引き歌
ヴォルガ川の船引きを歌った歌には民謡「ヴォルガの船引き歌」、別名「ヴォルガの舟唄」があり、これは五人組のミリイ・バラキレフが採譜して、1866年に彼の民謡集で発表したものである。「エイ・ウーフニェム」で始まる歌詞の全部と英語訳は英語版にある。音域がベースの基調で歌われる場合が多く、日本でも古くはフョードル・シャリアピン、ポール・ロブスンの歌、近くはダーク・ダックスなどの歌でおなじみである。歌詞の日本語訳は堀内敬三、門馬直衛などのものがある。 

### ヴォルガの船引き画

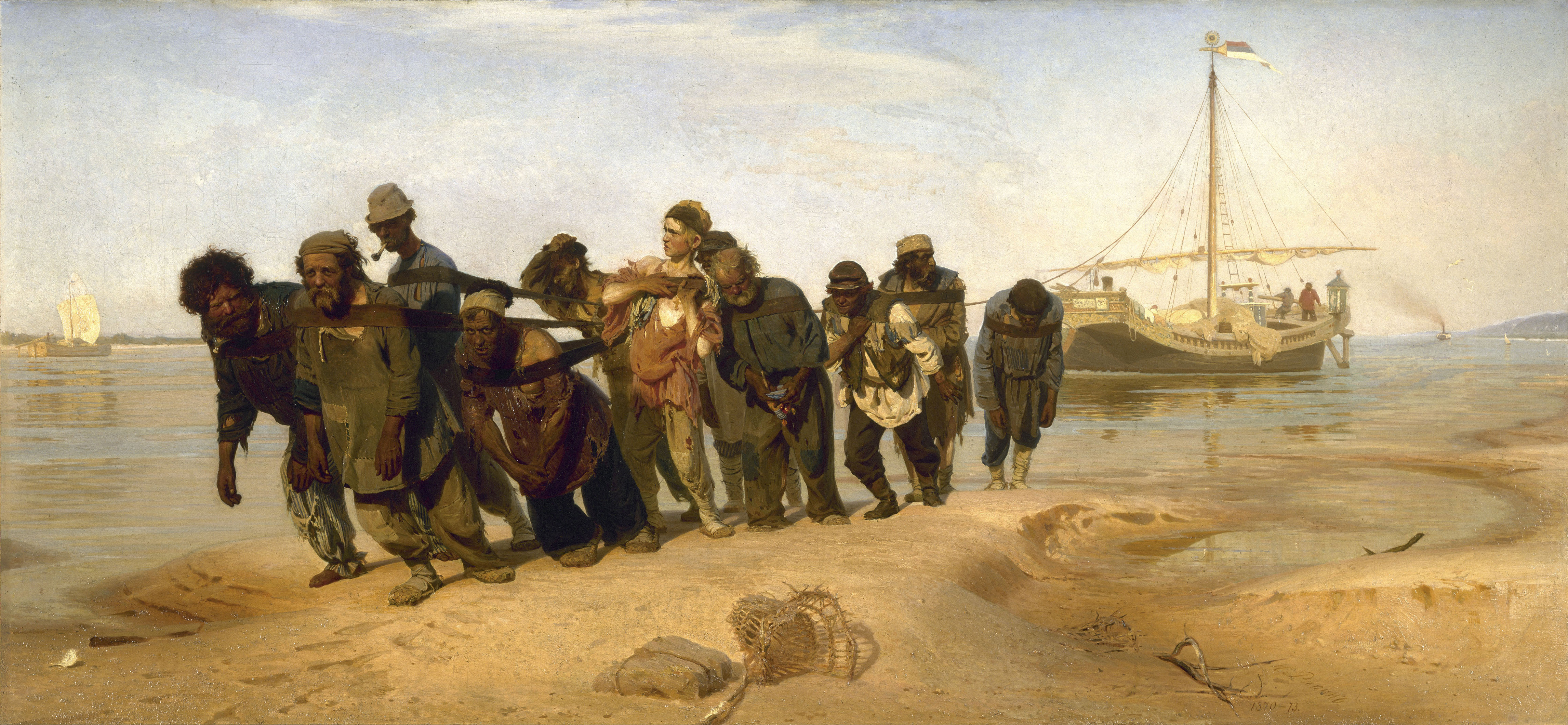
『ヴォルガの船引き』（イリヤ・レーピン画、1870年 - 1873年、ロシア美術館）

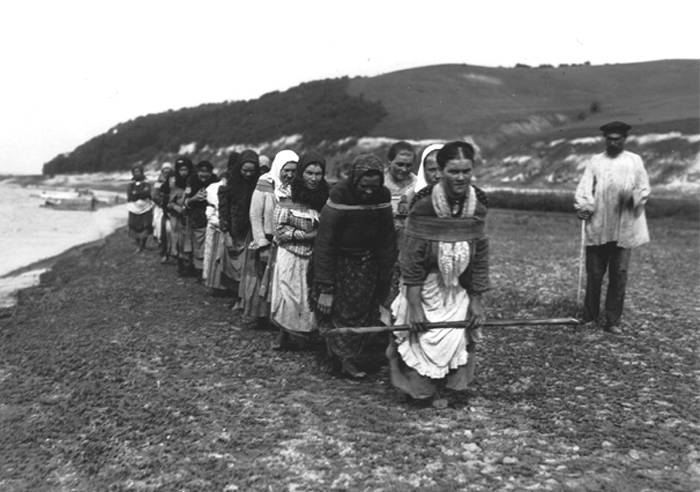
ヴォルガ川の船引きの女性

何人かの画家がヴォルガ川の船引きについて描いているが、イリヤ・レーピンが描いた『ヴォルガの船引き』（1870年 - 1873年、サンクトペテルブルク・国立ロシア美術館所蔵）が特に有名である。レーピンが国内旅行で見た民衆の苦労と誇りが如実に現れていて、サンクトペテルブルクの官製美術界に対抗した「移動派」の代表作のひとつと言われる。発表されるとすぐにウラジーミル・アレクサンドロヴィチ大公に買われてヨーロッパ中で展示されて有名になり、レーピンが画家として世に出る契機となった。

## 中国
中国では長江、嘉陵江などで、かつて船引きが行われていた。最近は「長江三峡船引き人夫文化祭」（湖北省恩施トゥチャ族ミャオ族自治州巴東県）など観光化した行事も行われている。  

## 日本
日本でも舟運が盛んだった長良川などで、船を引っ張る人が活躍する場所があった。 

## ドイツ

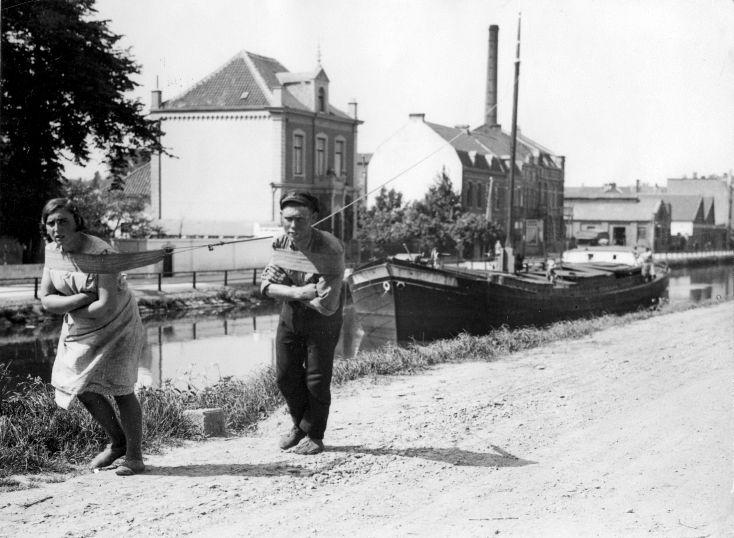
運河で船を曳く女性（オランダ）

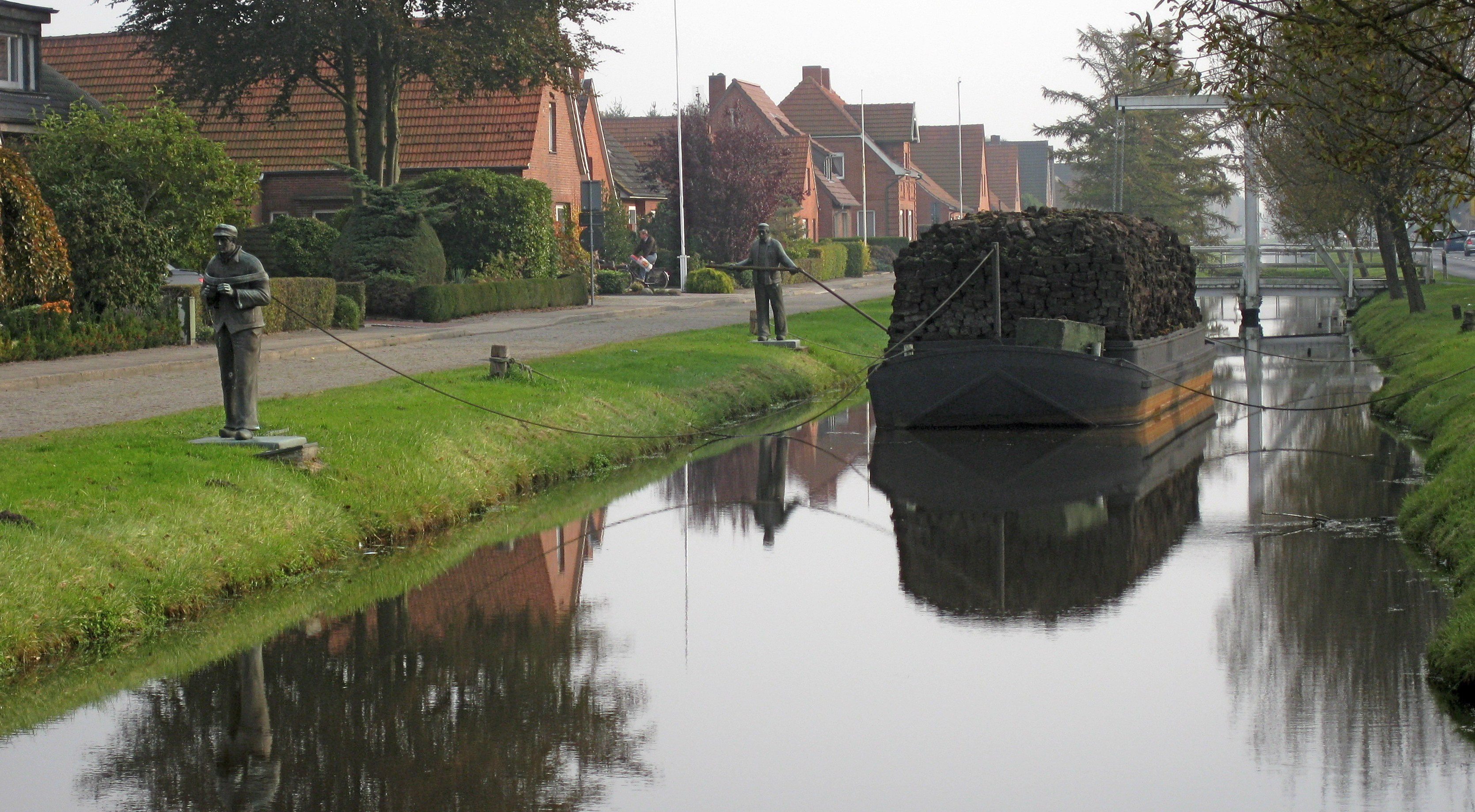
船曳きの像（ドイツ）

ライン川に蒸気船が登場したのは、1816年のことであるが、蒸気船の運行が一般化するまで船が川を遡るには、川沿いに設けられた道、「船引き道」（ドイツ語でトライデルプファート：Treidelpfadないしトライデルヴェーク：Treidelweg）を通って、人あるいは馬が、船の帆柱から張られたロープを曳かねばならなかった。最初のうちは、土地の農民が臨時にその仕事を果たしていたが、後に船引きを専門とする人々が現れ、組合が結成され、組合の規定が定められた。18世紀の規定が現存する。1636年 イングランド王 チャールズ1世はThomas Howardをプラハに向けて派遣したが、一行の旅の記録によると、全長26 mの船をケルンからドラッフェンフェルス（Drachenfels）まで8－9頭の馬が曳いたと記されている。
ドナウ川沿岸の町ノイブルク・アン・デア・ドナウ（Neuburg an der Donau）の小道ナハトベルクヴェーク（Nachtbergweg）は、かつての「船引き道」（Treidelweg）であって、現在もロープのこすれた痕跡が岩肌に残っている。

## 参照項目
- ヴォルガ川#水運
- 曳舟道